# CCK-4
CCK-4 (holecistokininski tetrapeptid, ----NH2; ili PTK7) je peptidni fragment izveden iz većeg peptidnog hormona holecistokinina. Za razliku od holecistokina koji ima niz uloga u gastrointestinalnom sistemu kao i u centralnom nervnom sistemu, CCK-4 deluje prvenstveno u mozgu kao stimulator anksioznosti. On pokazuje slabe GI efekte, za razliku od CCK-8 ili polipeptida pune dužine, CCK-58.
CCK-4 proizvodi jake simptome anksioznosti u malim dozama, kao što je 50 μg, i često se koristi u naučnim istraživanjima za indukovanje paničnih napada s ciljem testiranja novih anksiolitika. Pošto je on peptid, CCK-4 mora biti administriran putem injekcije. U telu se brzo razlaže, tako da ima kratkotrajno dejstvo. Brojni sintetički analozi sa modifikovanim osobinama su poznati.

## Spoljašnje veze
|  | Molimo Vas, obratite pažnju na važno upozorenje u vezi sa temama iz oblasti medicine (zdravlja). |